# Макарьевский уезд (Нижегородская губерния)
Мака́рьевский уезд — административно-территориальная единица в составе Нижегородской губернии Российской империи и РСФСР, существовавшая в 1779—1920 годах. Уездный город — Макарьев.

## История
Макарьевский уезд в составе Нижегородского наместничества был образован в 1779 году в ходе административной реформы Екатерины II. В 1796 году уезд был упразднён, но уже в 1802 году восстановлен в составе Нижегородской губернии.
В 1918 году из северной части уезда выделен Воскресенский уезд.
В 1920 году центр уезда был перенесён в город Лысково, а уезд переименован в Лысковский.

## Административное деление
В 1890 году в состав уезда входило 25 волостей:
| № п/п | Волость         | Волостное правление | Число селений | Население |
| ----- | --------------- | ------------------- | ------------- | --------- |
| 1     | Асташихинская   | с. Асташиха         | 5             | 3665      |
| 2     | Богородская     | с. Богородское      | 11            | 2939      |
| 3     | Варварская      | с. Варварское       | 15            | 4409      |
| 4     | Владимирская    | с. Владимирское     | 10            | 4425      |
| 5     | Воздвиженская   | с. Воздвиженское    | 23            | 5322      |
| 6     | Воскресенская   | с. Воскресенское    | 19            | 5735      |
| 7     | Венецкая        | д. Венец            | 4             | 2605      |
| 8     | Галибихинская   | с. Богданово        | 20            | 4260      |
| 9     | Глуховская      | с. Глухово          | 11            | 3264      |
| 10    | Дубеньщинская   | с. Дубенщино        | 11            | 3781      |
| 11    | Ивановская      | с. Ивановское       | 7             | 2769      |
| 12    | Кадницкая       | с. Кадницы          | 7             | 5735      |
| 13    | Каменская       | с. Каменка          | 5             | 5162      |
| 14    | Каменская       | д. Чихтино          | 10            | 1025      |
| 15    | Лысковская      | с. Лысково          | 16            | 9825      |
| 16    | Марьинская      | д. Марьино          | 16            | 4011      |
| 17    | Нестиарская     | с. Нестиары         | 9             | 1952      |
| 18    | Покровская      | с. Покровское       | 16            | 4834      |
| 19    | Просецкая       | с. Просек           | 5             | 3063      |
| 20    | Работкинская    | с. Работки          | 16            | 5669      |
| 21    | Сельско-Мазская | с. Сельская Маза    | 4             | 2204      |
| 22    | Трофимовская    | с. Трофимово        | 6             | 2487      |
| 23    | Черемисская     | д. Кисловка         | 16            | 4160      |
| 24    | Чернухинская    | с. Чернуха          | 8             | 3903      |
| 25    | Чухломская      | с. Кузнецово        | 16            | 2729      |

В 1913 году в уезде было 20 волостей: упразднены Асташихинская, Каменская (д. Чихтино), Сельско-Мазская, Трофимовская, Чухломская волости.

## Население
По данным переписи 1897 года в уезде проживало 108 994 чел. В том числе русские — 98,5 %; марийцы — 1,2 %. В уездном городе Макарьеве проживало 1 560 чел.

## Кустарные промыслы в фотографиях конца XIX века
Взяты из издания: Нижегородская губерния по исследованиям губернского земства. Выпуск II: М. А. Плотников. Кустарные промыслы Нижегородской губернии. — СПб., 1896.
|  |  |  |
|  |  |  |